# Engelhardia
Genre
Engelhardia est un genre de plantes à fleurs de la famille des Juglandacées,.

## Liste des espèces
Selon GBIF (2 juillet 2024) :
- Engelhardia anminiana H.H.Meng
- Engelhardia apoensis Elmer
- Engelhardia apoensis Elmer ex Nagel
- Engelhardia aurifolia Steud.
- Engelhardia borneensis H.H.Meng
- Engelhardia colebrookiana Lindl.
- Engelhardia danumensis E.J.F.Campb.
- † Engelhardia ettingshauseni Berry, 1916
- Engelhardia hainanensis P.Y.Chen
- Engelhardia kinabaluensis E.J.F.Campb.
- Engelhardia mendalomensis E.J.F.Campb.
- Engelhardia mersingensis E.J.F.Campb.
- † Engelhardia mississippiensis Berry, 1911
- Engelhardia mollis Hu
- Engelhardia nevadensis MacGinitie, 1941
- † Engelhardia oxyptera Saporta, 1865
- † Engelhardia puryearensis Berry, 1916
- Engelhardia rigida Blume
- Engelhardia roxburghiana Wall.
- Engelhardia serrata Blume
- Engelhardia spicata Lesch. ex Blume

## Systématique
Le nom correct complet (avec auteur) de ce taxon est Engelhardia Lesch. ex Blume.
Engelhardia a pour synonymes :
- Alfaropsis Iljinsk.
- Pterilema Reinw.